# Santo Antônio de Pádua
Santo Antônio de Pádua è un comune del Brasile nello Stato di Rio de Janeiro, parte della mesoregione del Noroeste Fluminense e della microregione di Santo Antônio de Pádua.
Il comune è suddiviso in 9 distretti: Santo Antônio de Pádua (sede comunale), Baltazar, Santa Cruz, Marangatu, São Pedro de Alcântara, Monte Alegre, Paraoquena, Ibitiguaçú e Campelo.